# Revenge of Defender
Revenge of Defender is een computerspel dat werd ontwikkeld door Hidden Treasures en uitgegeven door Logotron. In 1988 kwam het uit voor diverse homecomputers. Het spel is een side-scrolling actiespel. Het spel omvat zeven levels. Het doel is om de eigen kolonie te beschermen tegen indringende ruimtewezens. Het spel is Engelstalig.

## Ontvangst
| Beoordeeld door | Platform     | Datum         | Score |
| --------------- | ------------ | ------------- | ----- |
| Zzap!           | Amiga        | november 1988 | 90%   |
| ST/Amiga Format | Amiga        | oktober 1988  | 79%   |
| Happy Computer  | Amiga        | juli 1988     | 71%   |
| Power Play      | Amiga        | juli 1988     | 70%   |
| Zzap!           | Commodore 64 | maart 1989    | 60%   |
| Power Play      | Atari ST     | november 1988 | 52%   |